# 召苏河
召苏河，位于中华人民共和国内蒙古自治区赤峰市的一条河流，是英金河左岸支流，发源于赤峰市松山区岗子乡西北部，七老图山脉灯笼河东南侧，向东南流经岗子乡、上官地镇，于当铺地满族乡焦家营子村转南流，于当铺乡驻地转东南流，成为松山区与与红山区的界河，于红山区桥北街道六大份村小六大份以东汇入英金河。河流全长105.39千米，流域面积1059.37平方千米，河道平均比降6.4‰，年均径流量0.384亿立方米。召苏河流域以农业为主，建有山嘴、新井和召苏河灌区。